# Стейн Роккан
Стейн Роккан (норв. Stein Rokkan, 4 липня 1921, Воган, фюльке Нурланн — 22 липня 1979, Берген) — норвезький політолог і соціолог. Професор порівняльної політології Університету Бергена.

## Біографія
Стейн Роккан народився і виріс на півночі Норвегії, на околицях Нарвіка. Здобув вищу філософську освіту. У 1940-і і 1950-і роки співпрацював в якості асистента з Арне Нессом. Пізніше його більшою мірою стало цікавити вивчення політики, особливо дослідження політичних партій в європейських національних державах. Саме тоді настав період їх спільної роботи з Сеймуром Мартіном Ліпсетом. «Ліпсет і Роккан» стали вічними співавторами в очах студентів, які вивчають політичну соціологію.
Роккан також відомий як піонер по використанню комп'ютерних технологій в соціальних науках. Крім того, він є відомим автором за тематиками, пов'язаними з соціальними розколами, порівняльною історією, партійними системами і Каталонського націоналізму, а також багатьох інших.
Роккан творець серії абстрактних моделей суверенних держав і національних формацій в Європі. Він також був президентом Міжнародної асоціації політичної науки з 1970 по 1973 рр., Президентом Всесвітньої Ради з суспільних наук при ЮНЕСКО (International Social Science Council) в 1973—1977 рр., віце-президентом Міжнародної соціологічної асоціації з 1966—1970 рр., Співзасновником і главою Європейського консорціуму політичних досліджень в 1970—1976 рр. Остання організація заснувала премію імені Стейна Роккана. Крім того, ім'ям Роккана названі премії, які вручаються Міжнародною Радою з соціальних наук при ЮНЕСКО та Університетом Бергена. Роккан брав участь в створенні Норвезької служби інформації з соціальних наук, Інформаційної служби міжнародної статистики (IDIS) і інформаційної служби при Європейському консорціумі політичних досліджень. Роккан вніс великий організаційний внесок в розвиток сучасних соціальних наук як секретар Комітету політичної соціології при Міжнародній асоціації політичної науки і Міжнародної соціологічної асоціації.

### Книги
- Party Systems and Voter Alignments. Co-edited with Seymour Martin Lipset (Free Press, 1967)
- Building States and Nations. Co-edited with Shmuel Eisenstadt (Sage, 1973)
- Economy, Territory, Identity: Politics of West European Peripheries. Co-authored with Derek W. Urwin (Sage, 1983)

## Примітка
1. 1 2  Bibliothèque nationale de France BNF: платформа відкритих даних — 2011.
2. ↑  Brozović D., Ladan T. Hrvatska enciklopedija — LZMK, 1999. — 9272 с.
3. ↑  CONOR.Sl
4. ↑  Премия имени Стейна Роккана. European Consortium for Political Research. Архів оригіналу за 9 квітня 2012. Процитовано 23 серпня 2008.
5. ↑  Ю.Баскакова Биография С.Роккана. Баскакова Юлия Михайловна, аналитик Всероссийского центра изучения общественного мнения. Архів оригіналу за 9 квітня 2012. Процитовано 17 жовтня 2009. [Архівовано 2011-11-26 у Wayback Machine.]